# Аутоиммунитет
Аутоиммунитет – это система иммунных реакций организма на собственные здоровые клетки и ткани. Любое заболевание, которое является результатом такого аберрантного иммунного ответа, называют «аутоиммунным заболеванием». Яркими примерами являются целиакия, постинфекционный СРК, сахарный диабет 1-го типа, геморрагический васкулит, саркоидоз, системная красная волчанка (СКВ), синдром Шегрена, синдром CHARGE, аутоиммунный тиреоидит, диффузный токсический зоб, идиопатическая тромбоцитопеническая пурпура, болезнь Аддисона, ревматоидный артрит (РА), болезнь Бехтерева, полимиозит (ПМ), дерматомиозит (ДМ) и рассеянный склероз (РС). Аутоиммунные заболевания очень часто лечат стероидами.
Симптомы аутоиммунных заболеваний могут существенно различаться, в первую очередь в зависимости от конкретного типа заболевания и части тела, которую оно поражает. Симптомы часто разнообразны и могут быть мимолетными, варьируются от легких до тяжелых и обычно включают незначительное повышение температуры тела, чувство усталости и общее недомогание. Однако некоторые аутоиммунные заболевания могут проявляться более специфическими симптомами, такими как боль в суставах, кожная сыпь (например, крапивница ) или неврологические симптомы.
Точные причины аутоиммунных заболеваний остаются неясными и, вероятно, являются многофакторными, включающими как генетические, так и экологические воздействия. В то время как некоторые заболевания, такие как волчанка, демонстрируют семейную агрегацию, что предполагает генетическую предрасположенность, другие случаи были связаны с инфекционными возбудителями или воздействием факторов окружающей среды, что подразумевает сложное взаимодействие между генами и окружающей средой в их этиологии.

## История
В конце XIX века считалось, что иммунная система неспособна реагировать на собственные ткани организма. Пауль Элрих, на рубеже XX века предложил понятие ужас самоотравления. Позже Эрлих скорректировал свою теорию, чтобы признать возможность аутоиммунных атак тканей, но полагал, что определённые врождённые защитные механизмы предотвратят аутоиммунный ответ от превращения в патологический.
В 1904 году эта теория была оспорена открытием вещества в сыворотке больных с пароксизмальной холодной гемоглобинурией, которая реагировала на эритроциты. В течение последующих десятилетий ряд состояний можно было отнести к аутоиммунным ответам. Однако авторитетный статус постулата Эрлиха препятствовал пониманию этих выводов. Иммунология стала биохимической, а не клинической дисциплиной. К 1950-м годам начало распространяться современное понимание аутоантител и аутоиммунных заболеваний.
Совсем недавно было признано, что аутоиммунные реакции являются неотъемлемой частью иммунной системы позвоночных (иногда называемой "естественным аутоиммунитетом"). Аутоиммунитет не следует путать с аллоиммунитетом.

## Умеренный аутоиммунитет
В то время как высокий уровень аутоиммунитета вреден для здоровья, низкий уровень может быть на самом деле полезным. Аутоиммунитет может быть благоприятен, так как он всегда является механизмом самозащиты системы млекопитающих для выживания. Система не случайно теряет способность различать "я" и "не-я"; атака на клетки может быть следствием циклических метаболических процессов, необходимых для поддержания химического состава крови в гомеостазе.
Аутоиммунитет может также играть определённую роль в обеспечении быстрого иммунного ответа на ранних стадиях инфекции, когда наличие чужеродных антигенов ограничивает ответ (т. е, когда патогенных микроорганизмов мало). В своих исследованиях Стефанова и др. (2002) ввели антитело против MHC класса II мышам, экспрессирующим один тип молекулы MHC класса II (H-2b) чтобы временно предотвратить взаимодействие CD4+ Т-клеток с MHC. Наивные CD4+ T-клетки (те, которые ранее не сталкивались с какими-либо антигенами) выделенные от этих мышей через 36 часов после введения анти-MHC, показали пониженную чувствительность к антигену голубиного пептида цитохрома с, определяемого фосфорилированием ZAP70, пролиферацией и продукцией интерлейкина 2. Так, Стефанова и соавторы (2002) продемонстрировали, что самораспознавание MHC (если слишком сильное, то может способствовать аутоиммунному заболеванию) поддерживает восприимчивость CD4+ Т-клеток при отсутствии чужеродных антигенов.

## Иммунологическая толерантность
Новаторские работы Ноэля Роуза и Эрнста Витебского в Нью-Йорке, а также Ройта и Дониаха в Университетском колледже Лондона дали чёткие доказательства того, что, по крайней мере, с точки зрения антитело-продуцирующих В-клеток (В-лимфоцитов), такие заболевания, как ревматоидный артрит и тиреотоксикоз, связаны с потерей иммунологической толерантности, то есть способности индивида игнорировать "я", реагируя при этом на "не-я". Эта поломка приводит к тому, что иммунная система вырабатывает  действующий и специфический иммунный ответ против аутодетерминанта. Точный генез иммунологической толерантности до сих пор не ясен, но с середины XX века было предложено несколько теорий, объясняющих её происхождение.
Три гипотезы получили широкое распространение среди иммунологов:
- Теория делеции клона, предложенная Бернетом, согласно которой самореактивные лимфоидные клетки разрушаются в процессе развития иммунной системы у индивида. За свою работу Фрэнк М. Бернет и Питер Б. Медавар были удостоены Нобелевской премии по физиологии и медицине 1960 года "за открытие приобретённой иммунологической толерантности".
- Теория клональной анергии, предложенная Носсалом, в которой самореактивные Т- или В- клетки становятся инактивированными у нормального индивида и не могут усилить иммунный ответ.[5]
- Теория идиотипической сети, предложенная Ерне, в которой сеть антител, способных нейтрализовать самореактивные антитела, естественным образом существует в организме.[6]

Кроме того, интенсивно исследуются ещё две теории:
- Теория клонального неведения, согласно которой аутореактивные Т-клетки, не представленные в тимусе, будут созревать и мигрировать на периферию, где они не столкнутся с соответствующим антигеном, поскольку он недоступен тканям. Следовательно, аутореактивные В-клетки, которые избегают делеции, не могут найти антиген или специфическую хелперную Т-клетку.[7]
- Супрессорная популяция или теория регуляторных Т-клеток, в которой регуляторные Т-лимфоциты (обычно клетки CD4+FoxP3+, среди прочих) функционируют для предотвращения, подавления или ограничения аутоагрессивных иммунных реакций в иммунной системе.

Толерантность также может быть дифференцированна на "центральную" и "периферическую" в зависимости от того, действуют ли указанные выше механизмы контроля в центральных лимфоидных органах (тимус и костный мозг) или в периферических лимфоидных органах (лимфатический узел, селезёнка и т. д., где могут разрушаться самореактивные В-клетки). Следует подчеркнуть, что эти теории не являются взаимоисключающими, и появляется всё больше доказательств того, что все эти механизмы могут активно способствовать иммунологической толерантности позвоночных.
Удивительной особенностью задокументированной потери толерантности, наблюдаемой в спонтанном аутоиммунитете человека, является то, что она почти полностью ограничена аутоантителовыми реакциями, продуцируемыми В-лимфоцитами. Потерю толерантности Т-клетками очень трудно продемонстрировать, и там, где есть доказательства аномального Т-клеточного ответа, он обычно не относится к антигену, распознаваемому аутоантителами. Таким образом, при ревматоидном артрите имеются аутоантитела к IgG Fc, но, по-видимому, нет соответствующего Т-клеточного ответа. В системной волчанке есть аутоантитела к ДНК, которые не могут вызывать Т-клеточный ответ, и ограниченные доказательства Т-клеточных ответов включают нуклеопротеиновые антигены. При целиакии существуют аутоантитела к тканевой трансглутаминазе, но Т-клеточный ответ – к чужеродному белку глиадину. Это несоответствие приводит к мысли, что аутоиммунное заболевание человека в большинстве случаев (с вероятными исключениями, включая диабет типа I) основано на потере толерантности к В-клеткам, которая использует нормальные Т-клеточные ответы на чужеродные антигены различными аберрантными способами.

## Иммунодефицит и аутоиммунитет
Существует большое количество синдромов иммунодефицита, у которых есть клинические и лабораторные характеристики аутоиммунитета. Снижение способности иммунной системы избавляться от инфекции у этих пациентов может быть причиной аутоиммунитета через постоянную активацию иммунной системы.
Одним из примеров является общий вариабельный иммунодефицит (CVID), при котором наблюдаются множественные аутоиммунные заболевания, например, воспалительное заболевание кишечника, аутоиммунная тромбоцитопения и аутоиммунное заболевание щитовидной железы.
Семейный гемофагоцитарный лимфогистиоцитоз, аутосомно-рецессивный первичный иммунодефицит, является другим примером. У таких людей обычно наблюдаются панцитопения, высыпания, опухшие лимфатические узлы и увеличение печени и селезёнки. Считается, что причиной этого является наличие множественных необезвреженных вирусных инфекций из-за отсутствия перфорина.
В дополнение к хроническим и/или рецидивирующим инфекциям многие аутоиммунные заболевания, включая артрит, аутоиммунную гемолитическую анемию, склеродермию и сахарный диабет 1 типа также наблюдаются при болезни Брутона (XLA). Рецидивирующие бактериальные и грибковые инфекции и хроническое воспаление кишечника и лёгких также наблюдаются при хроническом гранулёматозном заболевании (ХГД). ХГД является причиной снижения продукции никотинамидадениндинуклеотид фосфат (НАДФ) оксидазы нейтрофилами. Гипоморфные мутации RAG наблюдаются у пациентов с гранулёматозным заболеванием средней линии; аутоиммунное заболевание, которое обычно наблюдается у пациентов с гранулёматозом Вегенера и ЕК/T-клеточными лимфомами.
Пациенты с синдромом Вискотта-Олдрича (СВО) также имеют экзему, аутоиммунные проявления, рецидивирующие бактериальные инфекции и лимфому.
При синдроме MEDAC (APECED) также сосуществуют аутоиммунитет и инфекции: органоспецифические аутоиммунные проявления (например, гипопаратиреоз и адренокортикальная недостаточность) и хронический слизисто-кожный кандидоз. Наконец,  дефицит IgA также иногда связан с развитием аутоиммунных и атопических явлений.

## Генетические факторы
Некоторые люди генетически восприимчивы к развитию аутоиммунных заболеваний. Эта восприимчивость связана с несколькими генами плюс другие факторы риска. У генетически предрасположенных людей не всегда развиваются аутоиммунные заболевания.
Во многих аутоиммунных заболеваниях подозреваются три основных набора генов. Эти гены связаны с:
- Иммуноглобулинами
- Т-клеточные рецепторами
- Главным комплексом гистосовместимости (MHC).

Первые два, которые участвуют в распознавании антигенов, по своей природе изменчивы и восприимчивы к рекомбинации. Эти вариации позволяют иммунной системе реагировать на очень большое разнообразие паразитов, но могут также способствовать росту лимфоцитов, способных к самореактивности.
- HLA DR2 сильно положительно коррелирует с системной красной волчанкой, нарколепсией[10] и отрицательно коррелирует с рассеянным склерозом, и DM типа 1.
- HLA DR3 сильно коррелирует с синдромом Шегрена, миастенией, красной волчанкой и DM Type 1.
- HLA DR4 коррелирует с генезом ревматоидного артрита, сахарного диабета 1 типа и пемфигусом.

Меньше корреляций существует с молекулами MHC класса I. Наиболее заметной и последовательной является связь между HLA B27 и спондилоартропатиями, такими как Болезнь Бехтерева и реактивный артрит. Могут существовать корреляции между  полиморфизмами в промоторах МНС класса II и аутоиммунным заболеванием.
Вклад генов вне комплекса MHC остаётся предметом исследований, на животных моделях заболеваний (обширные генетические исследования Линды Уикер диабета у мыши NOD) и у пациентов (анализ связи Брайана Котзина с восприимчивостью к СКВ).
В последнее время PTPN22 был связан со множественными аутоиммунными заболеваниями, включая диабет I типа, ревматоидный артрит, системную красную волчанку, тиреоидит Хасимото, болезнь Грейвса, болезнь Аддисона, миастению, витилиго, системный склероз ювенильный идиопатический артрит и псориатику.

## Разделение по полу
| Соотношение заболеваемости женщин/мужчин аутоиммунными заболеваниями | Соотношение заболеваемости женщин/мужчин аутоиммунными заболеваниями |
| -------------------------------------------------------------------- | -------------------------------------------------------------------- |
| Аутоиммунный тиреоидит                                               | 10:1                                                                 |
| Диффузный токсический зоб                                            | 7:1                                                                  |
| Рассеянный склероз (MS)                                              | 2:1                                                                  |
| Миастения                                                            | 2:1                                                                  |
| Системная красная волчанка (SLE)                                     | 9:1                                                                  |
| Ревматоидный артрит                                                  | 5:2                                                                  |
| Первичный склерозирующий холангит                                    | 1:2                                                                  |

Есть некоторые доказательства того, что пол человека может также играть определённую роль в развитии аутоиммунитета; то есть большинство аутоиммунных заболеваний связаны с полом. Некоторые аутоиммунные заболевания, которые у мужчин развиваются с такой же или большей вероятностью, как и у женщин, включают: анкилозирующий спондилит, сахарный диабет 1 типа, гранулёматоз Вегенера, болезнь Крона, первичный склерозирующий холангит и псориаз.
Причины, почему пол играет роль в аутоиммунитете различны. У женщин, по-видимому, обычно вызываются более крупные воспалительные реакции, чем у мужчин, когда запускается их иммунная система, увеличивая риск аутоиммунитета. На участие гормонов указывает то, что многие аутоиммунные заболевания имеют тенденцию колебаться в соответствии с гормональными изменениями, например: во время беременности, в менструальном цикле или при использовании оральной контрацепции. В анамнезе беременности также, по-видимому, сохраняется постоянный повышенный риск аутоиммунных заболеваний. Было высказано предположение, что небольшой прямой обмен клетками между матерью и ребёнком во время беременности может вызвать аутоиммунитет. Это сдвигает к гендерный баланс в направлении женщин.
По другой теории высокая склонность женщин к получению аутоиммунитета обусловлена несбалансированной инактивацией X-хромосом. Теория перекоса X-инактивации, предложенная Джеффом Стюартом из Принстонского университета, недавно была подтверждена экспериментально при склеродерме и аутоиммунном тиреоидите. Предложены и исследуются другие сложные связанные с Х-хромосомой механизмы генетической восприимчивости.

## Факторы окружающей среды

### Инфекционные заболевания и паразиты
Интересная обратная связь существует между инфекционными заболеваниями и аутоиммунными заболеваниями. В районах, где множественные инфекционные заболевания являются эндемичными, аутоиммунные заболевания встречаются довольно редко. Обратно зависимое, в некоторой степени, кажется верным. Гипотеза гигиены приписывает эти корреляции иммуноманипулирующим стратегиям патогенов. Хотя такое наблюдение иногда называют ложным и неэффективным, согласно некоторым исследованиям, паразитарная инфекция связана со сниженной активностью аутоиммунного заболевания. Предположительно, что механизм заключается в том, что паразит ослабляет иммунный ответ хозяина, чтобы защитить себя. Это может принести пользу хозяину, который страдает аутоиммунным заболеванием. Детали иммунной модуляции паразита ещё не известны, но могут включать секрецию противовоспалительных агентов или вмешательство в иммунную передачу сигналов хозяина.
Парадоксально, но существует сильная связь некоторых микробных организмов с аутоиммунными заболеваниями. Например, Klebsiella pneumoniae и коксакивирус B сильно коррелированны с болезнью Бехтерева и сахарным диабетом типа 1 соответственно. Это объясняется склонностью заражающего организма создавать суперантигены, которые способны к поликлональной активации В-лимфоцитов, и продуцировать большие количества антител различной специфичности, некоторые из которых могут быть самореактивными (см. ниже).

### Химические вещества и лекарства
Некоторые химические вещества и лекарства также могут быть связаны с генезом аутоиммунных состояний или состояний, имитирующих аутоиммунные заболевания. Наиболее ярким из них является лекарственная волчанка. Обычно после отмены препарата, являющегося причиной болезни, симптомы у пациента проходят.
В настоящее время установлено, что курение сигарет является основным фактором риска как заболеваемости, так и силы тяжести ревматоидного артрита. Это может быть связано с аномальной цитруллинацией белков, поскольку последствия курения коррелируют с наличием антител к цитруллинированным пептидам.

## Патогенез аутоиммунитета
Считается, что в патогенезе аутоиммунных заболеваний на фоне генетической предрасположенности и модуляции окружающей среды действуют несколько механизмов. Исчерпывающее обсуждение каждого из этих механизмов выходит за рамки данной статьи, но краткое изложение некоторых важных механизмов описано ниже: 
- Обход T-клетки – нормальная иммунная система требует активации В-клеток Т-клетками прежде, чем первые могут подвергнуться дифференцировке в плазматические В-клетки и впоследствии производить антитела в больших количествах. Это требование Т-клетки может быть обойдено в редких случаях, таких как инфицирование организма, продуцирующие суперантигены, которые способны инициировать поликлональную активацию В-клеток или даже Т-клеток, непосредственно связываясь с β-субъединицей Т-клеточных рецепторов неспецифическим образом.
- Т- и В-клеточная несогласованность – Предполагается, что нормальный иммунный ответ включает в себя В-и Т-клеточные реакции на один и тот же антиген, даже если мы знаем, что В-клетки и Т-клетки распознают кардинально разные вещи: конформации на поверхности молекулы для В-клеток и предварительно обработанные пептидные фрагменты белков для Т-клеток. Однако, доподлинно неизвестно, как это регулируется. Единственное требование, – это чтобы В-клетка, распознающая эндоцитоз антигена X, обрабатывала белок Y (обычно = X) и представляла его Т-клетке. Рооснек и Ланзавеккья показали, что В-клетки, распознающие IgGFc, могут получить помощь от любой Т-клетки, реагирующей на антиген, коэндоцитозируемый с IgG В-клеткой как частью иммунного комплекса. При целиакии вполне вероятно, что В-клеткам, распознающим тканевую трансглютаминазу, помогают Т-клетки, распознающие глиадин.
- "Ошибочная обратная связь, опосредованная рецепторами В-клеток"  – Особенностью аутоиммунного заболевания человека является то, что оно в значительной степени ограничено небольшой группой антигенов, некоторые из которых имеют известные сигнальные роли в иммунном ответе (ДНК, C1q, IgGFc, Ro, рецептор агглютинина арахиса (PNAR)). Этот факт породил идею о том, что непроизвольный аутоиммунитет может возникнуть, когда связывание антитела с определёнными антигенами приводит к неправильным сигналам, подаваемым обратно в родительские В-клетки через мембраносвязанные лиганды. Эти лиганды включают В-клеточный рецептор (для антигена), рецепторы IgG Fc, CD21, который связывает комплемент C3d, Толл-подобные рецепторы 9 и 7 (которые могут связывать ДНК и нуклеопротеины) и PNAR. Косвенная ошибочная активация B-клеток может быть с помощью аутоантител к ацетилхолиновому рецептору (на тимических миоидных клетках), гормонам и гормоносвязывающим белкам. Вместе с концепцией диссонанса Т- и В-клеток эта идея лежит в основе гипотезы о самовоспроизводящихся аутореактивных В-клетках.[19] Аутореактивные В-клетки при непроизвольном аутоиммунитете могут выжить из-за диверсии Т-хелперов и сигнала обратной связи через В-клеточный рецептор, тем самым преодолевая негативные сигналы, ответственные за самотолерантность В-клеток, не обязательно требуя потери самотолерантности Т-клеток.
- Молекулярная мимикрия – Внешний антиген, который может иметь структурное сходство с определёнными антигенами хозяина; таким образом, любое антитело, продуцируемое против этого антигена (которое имитирует собственные антигены), также может теоретически связываться с антигенами хозяина и усиливать иммунный ответ. Идея молекулярной мимикрии возникла в контексте острой ревматической лихорадки, которая следует за заражением бета-гемолитическими стрептококками группы А. Хотя ревматическая лихорадка была приписана молекулярной мимикрии ещё полвека назад, ни один антиген не был официально идентифицирован (если что-то было предложено, то слишком много). Кроме того, сложное распределение в тканях болезней (сердце, сустав, кожа, базальные ганглии) свидетельствует против сердечного специфического антигена. Остаётся вполне возможным, что болезнь вызвана, например, необычным взаимодействием между иммунными комплексами, компонентами комплемента и эндотелием.
- Перекрёстная реакция идиотипа – Идиотипы – это антигенные эпитопы, обнаруженные в антигенсвязывающей части (Fab) молекулы иммуноглобулина. Плотц и Олдстоун предоставили доказательства того, что аутоиммунитет может возникнуть в результате перекрёстной реакции между идиотипом на противовирусном антителе и рецептором клетки конкретного вируса.
- Цитокиновая дисрегуляция – цитокины не так давно разделили на две группы в зависимости от популяции клеток, функции которых они стимулируют: T-хелперы 1 или 2 типа. Вторая категория цитокинов, которая включает ИЛ-4, ИЛ-10 и ТФР-β, по-видимому, играет роль в предотвращении возрастания противовоспалительных иммунных реакций.
- Апоптоз дендритных клеток – клетки иммунной системы, называемые дендритными клетками представляют собой антигены, которые активируют лимфоциты. Дендритные клетки, дефектные в апоптозе, могут привести к неадекватной системной активации лимфоцитов и последующему снижению самотолерантности.[20]
- Распространение эпитопов или перемещение эпитопов – это когда иммунная реакция меняет направление с первичного эпитопа на другие эпитопы.[21] В отличие от молекулярной мимикрии, другие эпитопы не обязательно должны быть структурно подобны первичному.
- Модификация эпитопов или Экспозиция скрытых эпитопов – этот механизм аутоиммунного заболевания уникален тем, что он не является результатом дефекта в системе кроветворения. Вместо этого болезнь возникает в результате воздействия скрытых N-гликановых (полисахаридных) связей, общих для низших эукариот и прокариот, на гликопротеины негемопоэтических клеток и органов млекопитающих.[22] Это воздействие филогенетически примитивных гликанов активирует один или несколько рецепторов врождённых иммунных клеток млекопитающих, вызывая хроническое стабильное воспалительное состояние. При наличии хронического и воспалительного повреждения клеток происходит рекрутирование адаптивной иммунной системы и утрата самотолерантности с увеличением выработки аутоантител. При этой форме заболевания отсутствие лимфоцитов может ускорить повреждение органов, для этого в терапевтических целях внутривенно вводится IgG. Хотя этот путь к аутоиммунному заболеванию может лежать в основе различных дегенеративных состояний, в настоящее время не существует диагностики этого механизма заболевания, и поэтому его роль в аутоиммунном процессе человека в настоящее время неизвестна.

Исследуется роль специализированных типов иммунорегуляторных клеток, таких как регуляторные Т-клетки, Т-клетки, естественные киллеры, γδ T-клетки в патогенезе аутоиммунных заболеваний.

## Классификация
Аутоиммунные заболевания можно разделить на несколько системных, органоспецифических или локализованных аутоиммунных нарушений в зависимости от основных клинико-патологических особенностей каждого заболевания.
- Системные аутоиммунные заболевания включают целиакию, красную волчанку, синдром Шегрена, саркоидоз, склеродермию, ревматоидный артрит, криоглобулинемический васкулит и дерматомиозит. Эти состояния, как правило, связаны с аутоантителами к антигенам, которые не являются тканеспецифичными. Таким образом, хотя полимиозит является более или менее тканеспецифичным по своей сути, он может быть включён в эту группу, поскольку аутоантигены часто являются вездесущими т-РНК-синтетазами.
- Местные синдромы, которые влияют на определённый орган или ткань:
  - Эндокринологические: сахарный диабет 1 типа, аутоиммунный тиреоидит, болезнь Аддисона
  - Желудочно-кишечный тракт: болезнь Крона, пернициозная анемия
  - Дерматологические: пузырчатка обыкновенная, витилиго
  - Гематологические: аутоиммунная гемолитическая анемия, идиопатическая тромбоцитопеническая пурпура
  - Неврологические: рассеянный склероз, миастения, аутоиммунный энцефалит, глютеновая атаксия

Используя традиционную схему классификации «органоспецифических» и «неорганоспецифических» заболеваний, многие из них были объединены в обширный список аутоиммунных заболеваний. Однако во многих хронических воспалительных заболеваниях человека отсутствуют характерные связи с иммунопатологией, обусловленной В-и Т-клетками. В последнее десятилетие было твёрдо установлено, что тканевое "воспаление против себя" не обязательно зависит от аномальных Т-и В-клеточных реакций.
Это привело к недавнему предположению о том, что весь спектр аутоиммунитета следует рассматривать параллельно с “иммунологическим процессом заболеваний”, классическими аутоиммунными заболеваниями с одной стороны и болезнями, обусловленными врождённой иммунной системой, с другой. В эту схему может быть включён весь спектр аутоиммунитета. С помощью этой новой схемы можно увидеть, что многие распространённые аутоиммунные заболевания человека имеют существенную врождённую иммунопатологию, опосредованную иммунитетом. Эта новая схема классификации важна для понимания механизмов заболевания и разработки терапии.

## Диагноз
Диагностика аутоиммунных нарушений в значительной степени опирается на точный анамнез и физикальное обследование пациента, а также высокий индекс подозрений на фоне определённых отклонений в регулярных лабораторных тестах (например, повышенный уровень С-реактивного белка).
При некоторых системных расстройствах могут быть использованы серологические анализы, которые могут обнаруживать специфические аутоантитела. Локализованные нарушения лучше всего диагностируются с помощью иммунофлуоресценции биоптатов.
Аутоантитела должны использоваться для диагностики многих аутоиммунных заболеваний. Уровень аутоантител измеряется для определения прогрессирования заболевания.

## Лечение
Лечение аутоиммунных заболеваний традиционно было иммуносупрессивным, противовоспалительным или паллиативным. Управление воспалением имеет решающее значение при аутоиммунных заболеваниях. Неиммунологические методы лечения, такие как заместительная гормональная терапия при аутоиммунном тиреоидите или сахарном диабете 1 типа, лечат исходы аутоагрессивного ответа, таким образом, это является паллиативным лечением. Ограничения в диете уменьшают тяжесть целиакии. Лечение стероидами или НПВП ограничивает воспалительные симптомы многих заболеваний. Иммуноглобулины для внутривенного введения используется для ХВДП и СГБ. Было выявлено, что специфическая иммуномодулирующая терапия, такая как антагонисты TNFα (например, этанерцепт), В-клеточный разрушающий агент ритуксимаб, анти-ИЛ-6 рецептор тоцилизумаб костимулирующий блокатор абатацепт полезна при лечении РА. Некоторые из этих иммунотерапий могут быть связаны с повышенным риском побочных эффектов, таких как восприимчивость к инфекции.
Гельминтотерапия – это экспериментальный подход, предполагающий прививку больному специфических паразитических кишечных нематод (гельминтов). В настоящее время существует два тесно связанных метода лечения: прививка либо с Necator americanus, более известным как анкилостом, либо Trichuris Suis Ova, более известным как яйца свиного власоглава.
Вакцинация Т-клетками также изучается в качестве возможной будущей терапии аутоиммунных заболеваний

### Питание и аутоиммунитет
Витамин D / Солнечный Свет
- Поскольку большинство клеток и тканей человека имеют рецепторы витамина D, включая Т-и В-клетки, адекватный уровень витамина D может помочь в регуляции иммунной системы.  Витамин D играет важную роль в иммунной функции, воздействуя на Т-клетки и естественные киллеры.  Исследования обнаружили связь между низким содержанием витамина D в сыворотке крови и аутоиммунными заболеваниями, включая рассеянный склероз, и диабет 1 типа и системную красную волчанку  (обычно называемую просто волчанкой.   Однако так как светочувствительность возникает при волчанке, пациентам рекомендуется избегать солнечного света, который может быть ответственен за дефицит витамина D, наблюдаемый при этом заболевании. Полиморфизмы в гене рецептора витамина D обычно встречаются у людей с аутоиммунными заболеваниями, что запускает потенциальный механизм роли витамина D в аутоиммунном процессе. Имеются противоречивые данные о влиянии добавок витамина D при диабете 1 типа, волчанке и рассеянном склерозе. 

Омега-3 Жирные Кислоты
- Исследования показали, что адекватное потребление омега-3 жирных кислот противодействует эффектам арахидоновых кислот, которые способствуют появлению симптомов аутоиммунных заболеваний. Исследования на людях и животных показывают, что омега-3 является эффективным средством лечения многих случаев ревматоидного артрита, воспалительных заболеваний кишечника, астмы и псориаза.
- Хотя глубокая депрессия не всегда становится аутоиммунным заболеванием, некоторые из её физиологических симптомов носят воспалительный и аутоиммунный характер. Омега-3 может ингибировать выработку интерферона гамма и других цитокинов, которые вызывают физиологические симптомы депрессии. Может быть связано с тем, что дисбаланс омега-3 и омега-6 жирных кислот, которые имеют противоположные эффекты, играет важную роль в этиологии большой депрессии. 

Пробиотики/Микрофлора
- Было обнаружено, что различные типы бактерий и микрофлоры, присутствующие в ферментированных молочных продуктах, особенно Lactobacillus casei, стимулируют иммунный ответ на опухоли у мышей и регулируют иммунную функцию, задерживая или предотвращая возникновение диабета без ожирения. Это особенно верно в отношении штамма Shirota L. casei (LcS). Штамм LcS в основном содержится в йогурте и аналогичных продуктах в Европе и Японии, и реже в других странах.

Антиоксиданты
- Было выдвинуто предположение, что свободные радикалы способствуют возникновению диабета 1 типа у младенцев и детей раннего возраста, и поэтому риск может быть снижен высоким потреблением антиоксидантных веществ во время беременности. Однако исследование, проведённое в одной из больниц Финляндии в 1997-2002 годах, показало отсутствие статистически значимой корреляции между потреблением антиоксидантов и риском развития диабета. Это исследование включало мониторинг потребления пищи с помощью вопросников и оценку потребления антиоксидантов на этой основе, а не путём точных измерений или использования добавок.

## Внешние ссылки
- American Autoimmune Related Diseases Association: a nonprofit advocacy
- Immune Tolerance Network: a research-oriented resource
- Nobel Prize - The 1960 Nobel Prize in Physiology or Medicine was awarded to Frank M. Burnet and Peter B Medawar "for discovery of acquired immunological tolerance."
- The Immunology Database and Analysis Portal – an NIAID-funded database resource of reference and experiment data covering the entire immunology domain
- Understanding Autoimmune Diseases - US National Institute of Arthritis and Musculoskeletal and Skin Diseases